# Palos de la Frontera
Palos de la Frontera este un oraș și o municipalitate localizată în sud-vestul provinciei Huelva din Spania, în comunitatea autonomă Andaluzia. Este situat la circa 14 kilometri de capitala provincială Huelva. Conform recensământului din 2010, orașul avea o populație de 9 167 locuitori.

## Istorie
Data oficială a fondării localității Palos de la Frontera este 1322, când orașul a fost dăruit lui Alonso Carro și soției sale Berenguela Gómez de către Alfonso al XI-lea al Castiliei, deși este posibil ca orașul să fi fost ocupat și în secolele anterioare de către locuitori ai paleoliticului, Tartessosului, Imperiului Roman, de vizigoți și mauri. Numele Palos derivă din cuvântul latin palus („lagună”), o referire la laguna Mar Menor. Din mai 1642, orașul se numește Palos de la Frontera. La 2 august 1492, din portul Palos de la Frontera a pornit prima expediție comandată de Cristofor Columb, care a dus la descoperirea Americilor. 

## Orașe înfrățite
Palos de la Frontera este un participant activ în programul Orașelor înfrățite, care promovează schimburile culturale, de prietenie și interumane între diverse zone ale lumii. Localitatea este înfrățită cu următoarele orașe:
- Ancud, Chile
- Assisi, Italia
- Bayona, Spania
- Cabo de Santo Agostinho, Brazilia
- Columbus, Ohio, Statele Unite
- Columbus, Texas, Statele Unite
- Insula Chiloé, Chile
- Lagos, Portugalia
- Latina, Italia
- Nerva, Spania
- Ofunato, Japonia
- Los Palos, Cuba
- Puerto Iguazú, Argentina
- San Sebastián de La Gomera, Spania
- San Juan del Puerto, Spania
- Sanlúcar de Barrameda, Spania
- Santa Fe, Spania
- Santiago de Cali, Columbia
- Santiago de Chile, Chile
- Santo Domingo , Chile
- Santoña, Spania
- Sonsonate, El Salvador
- Soyaux, Franța